# Martini Maccomo
Martini Maccomo (¿?-Sunderland, 11 de enero de 1871) fue un domador de leones en la Gran Bretaña victoriana.

## Trayectoria
Se registra que Maccomo nació en Angola, aunque también se informó que nació como Arthur Williams en las Indias Occidentales, que era un marinero de Liverpool o como un zulú. Su año de nacimiento tampoco está claro ya que su certificado de defunción indica que tenía 35 años, su lápida dice 32 años, su edad en el censo de 1861 asegura que tenía 25 años, y su obituario en el York Herald afirma que tenía 31 años, lo que sitúa su año de nacimiento aproximadamente entre 1835 y 1840.

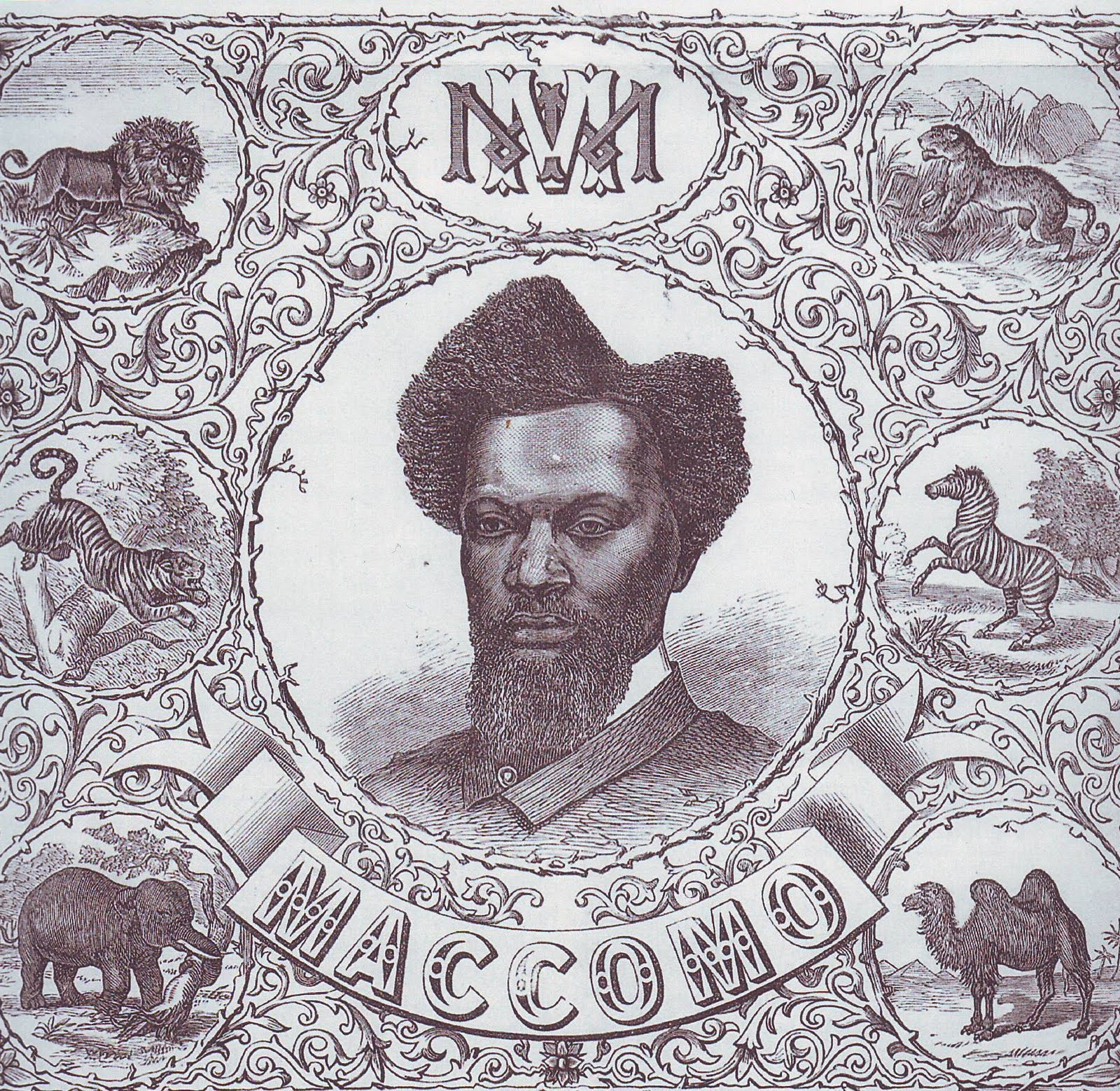
Ilustración de Maccomo de 1870.

Fue uno de los primeros domadores de leones negros registrados en Gran Bretaña. Sus orígenes como domador de leones son inciertos. Se sabe que  trabajó en la Hytlon's Menagerie en 1853 y se había unido a la Royal Menagerie de William Manders (también conocida como Grand National Mammoth Menagerie) en 1854. En ese momento, la colección de animales de Manders estaba de gira por Irlanda y en la publicidad se hacía referencia a Maccomo como el "Rey León" y el "Cazador de leones". El escritor Thomas Frost escribió un relato del primer encuentro de Maccomo con Manders en Circus Life and Circus Celebrities de 1876: Maccomo se acercó a la colección de animales en la feria de Greenwich, alegando que era un marinero fuerte interesado en trabajar con los animales y que Manders le dio a Maccomo la oportunidad de demostrar su valía entrando en la jaula del león, "y mostró tanto coraje y dirección al someter a los animales a sus actuaciones que se comprometió de inmediato". El escritor Archibald Forbes, en su libro Soldiering and Scribbling de 1872, escribió que hubo dos Maccomo; el primero fue un hombre llamado Jemmy Strand que era dueño de un puesto de pan de jengibre y se ofreció como voluntario para actuar con la Hylton's Menagerie poco después de que el domador de leones habitual no apareciera. El director de la casa de fieras le dio a Strand el nombre artístico de "Maccomo". Cuando Manders se hizo cargo de la colección de animales de Hylton y vio actuar a Martini Maccomo, Strand perdió su puesto y su nombre fue transferido a Martini. Después de la gira con la Royal Menagerie de Manders en 1854, Maccomo pudo haber dejado la actuación antes de regresar con el espectáculo en Chesterfield en 1857. El historiador Steve Ward escribe que una posible razón de la ausencia de Maccomo podría haber sido que buscaba animales para sus programas. Actuó con la colección de animales de Manders desde finales de 1857 y fue su atracción principal. Fue retratado como un salvaje con vestimenta estereotipada "africana", aunque luego se alejó de esta caracterización. 
El peligro de las actuaciones de Maccomo, especialmente el hecho de que podría resultar herido, atrajo al público a verlo. Los periódicos informaron sobre varios ataques de los animales a Maccomo y otros casos relacionados con sus actuaciones. Mientras actuaba en Great Yarmouth en enero de 1860, disparó accidentalmente una de sus pistolas al público durante su acto. Un trozo de guata se incrustó en el ojo de un constructor local llamado Gillings, quien posteriormente perdió la vista de ese ojo. En el caso resultante de Gillings v. Manders, el demandante recibió £150 en concepto de daños y perjuicios. Durante un espectáculo en Shaw's Brow, Liverpool, en 1861, una mano fue atrapada en la boca de una tigresa de Bengala y fue liberada unos cinco minutos después, cuando uno de los cuidadores presionó una barra de hierro calentado contra sus dientes, lo que provocó que la tigresa retrocediera y soltara la mano, que había sido lacerada. El público esperaba tales espectáculos y un hombre le dio 10 chelines en reconocimiento a su valentía. En 1862, actuó en Norwich, donde su espectáculo consistió en perseguir leones y tigres con un látigo y un arma de fuego. Durante el espectáculo, un joven león le mordió la mano y lo arrastró por el suelo. Como resultado, hubo que amputar parte de su dedo índice. Fue atacado nuevamente por un tigre de Bengala mientras actuaba en Dalkeith en 1866. Una noticia de la época informó que sus heridas "eran meramente de naturaleza superficial". En febrero de 1866, Manders le concedió  una medalla de oro durante una presentación en el hotel Lodge-Lane de Joseph Battley en Liverpool, cuya inscripción decía "Martini Maccomo, 1866. Presentado por Williams Manders, Esq., como recompensa por la valentía, la cortesía y la integridad".

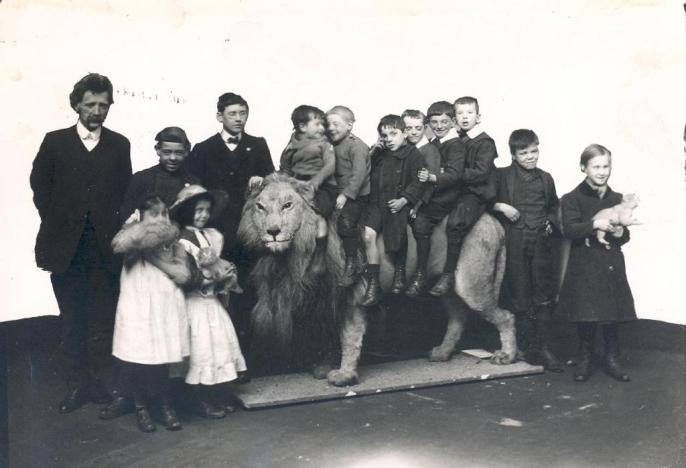
Fotografía de 1913 de una excursión de niños ciegos y su profesor de visita en el museo Sunderland, posando con el ahora disecado león Wallace, que atacó a Maccomo en 1869.

Mientras actuaba en Sunderland en 1869, Maccomo fue atacado por un león sin melena conocido como Wallace y solo pudo escapar de sus garras usando sus puños de acero. Wallace murió en 1875 en Warrington y fue disecado por William Yellowby, un taxidermista con base en South Shields. El león fue comprado por el Museo Sunderland en 1879, donde se exhibe desde entonces.

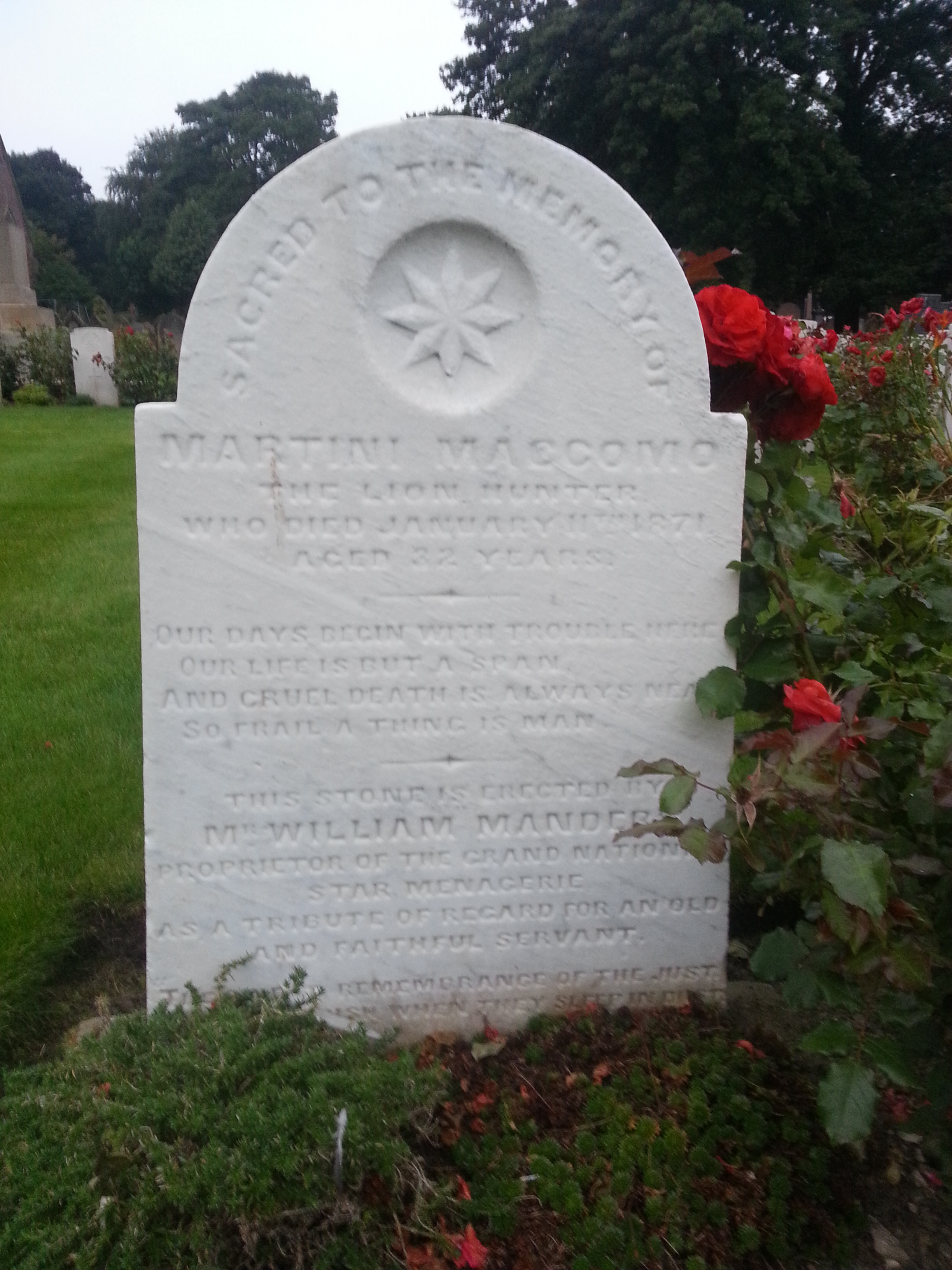
La tumba de Maccomo en el cementerio de Bishopwearmouth.

Maccomo se alojaba en el Hotel Palatine de Sunderland, donde enfermó y murió de fiebre reumática el 11 de enero de 1871. Según el certificado de defunción, falleció a los 35 años, pero según su esquela de defunción tenía 31 años. Su nombre también fue registrado de otra manera, como "Martino". Su muerte se produjo inesperadamente y estaba prevista una actuación el día de su muerte. Fue enterrado en el cementerio de Bishopwearmouth y Manders erigió su lápida. La tumba ahora se encuentra en la sección Commonwealth War Graves.
Thomas Macarte lo sucedió en el espectáculo.

## Estilo y carácter
En los anuncios publicitarios de Manders en los periódicos, Maccomo era presentado como "El domador de bestias africano", "El poderoso zar de todos los cazadores de leones de Angola", "El diamante negro de la Manders' Menagerie", "La perla oscura de gran precio", "El artista negro más talentoso y reconocido de la Cristiandad" y "El héroe de los mil combates". El atuendo de Maccomo durante sus actos seguía el estereotipo del "buen salvaje"; una ilustración contemporánea de 1860 lo muestra estilizado de una manera "africana" — diferente de los domadores de leones blancos de la época, que tendían a encarnar el imperialismo vistiendo atuendos militares. Finalmente se alejó de ese estereotipo africano, abandonando la túnica corta de piel y el tocado de plumas por un elegante traje de día y reloj de oro. La fama de Maccomo llevó a que por unos años prevalecieran imitadores que tendían a actuar vestidos al "estilo africano".  Su éxito hizo que los domadores de leones se convirtieran en un elemento básico de las casas de fieras en Gran Bretaña.
Fue descrito como sereno ante el peligro y ocultando al público si estaba en peligro o sufría. El político y domador de leones John S. Clarke lo describió como uno "de los hombres más intrépidos que jamás haya actuado con animales salvajes", y que sucesivos domadores de leones carecieron de su "frialdad y valor".  Era conocido por ser abstemio así como tranquilo y agradable fuera de la arena. Su obituario afirma que "su carácter tranquilo e inofensivo le había granjeado muchos amigos verdaderos, algunos de los cuales estaban a su alrededor cuando dio su último suspiro". En 1871, Archibald Forbes escribió: "Maccomo era el hombre más atrevido entre leones y tigres que jamás haya visto. Al principio nunca bebía nada más fuerte que café, pero siempre creyó que encontraría una muerte violenta. Fue destrozado por el miedo una y otra vez, pero no asesinado".